# جارودا

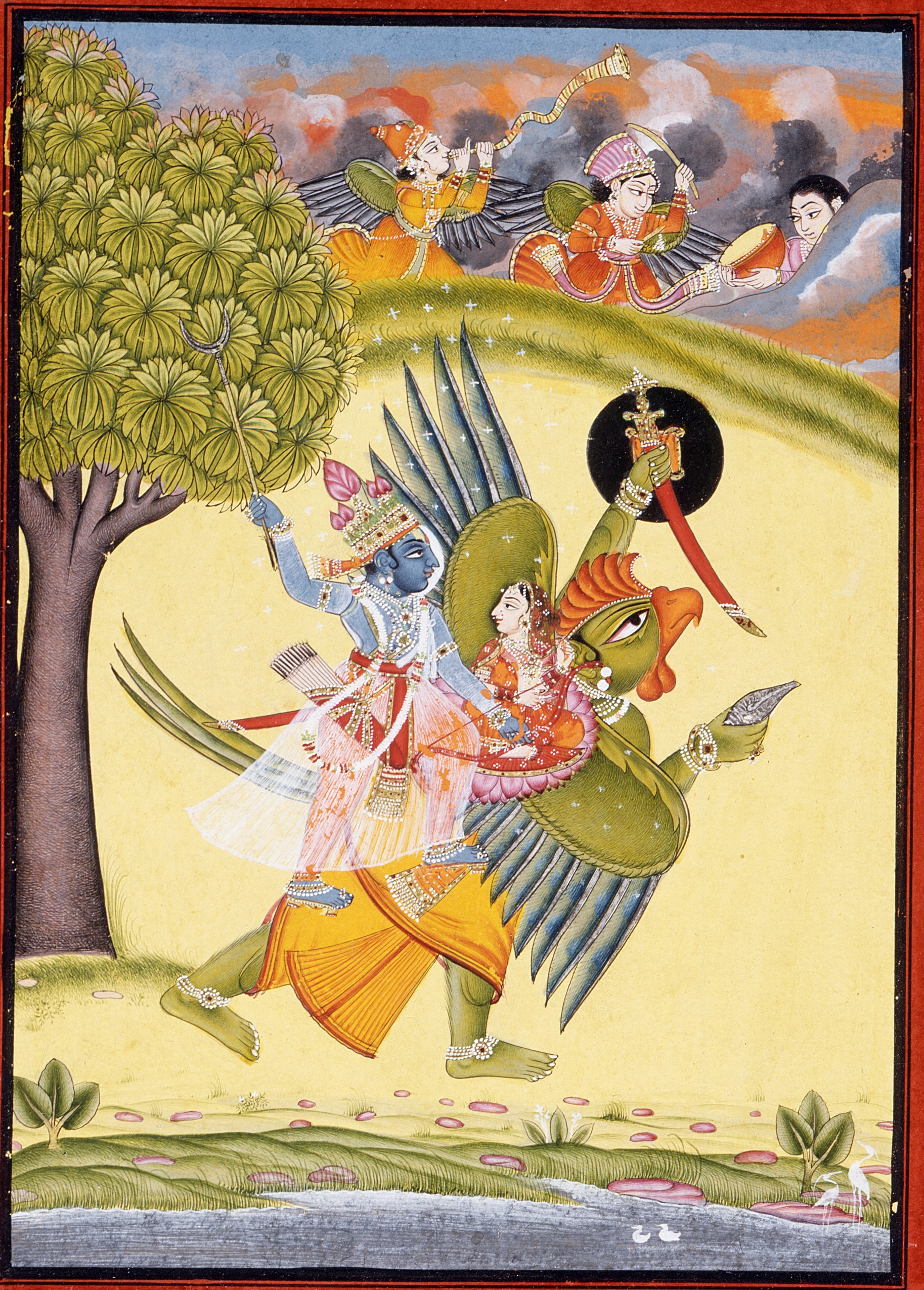

جارود (بالإنجليزية: Garuda)‏ أحد أشكال الشمس في الأسطورة الهندية. عادة ما يصور الجارود على هيئة مخلوق خارق للعادة نصفه إنسان ونصفه طائر وله جسد ذهبي ووجه أبيض وأجنحة حمراء.
ويعتبره الهنود ملك الطيور. وتقول الأسطورة أنه خلق من قشرة بيضة وضعت بين يدي «براهما» فأخرج منها الفيلة المقدسة.
والجارود هو العدو اللدود للثعابين. وتذهب الأساطير الواردة في «المهابهاراتا» إلى أن أمه تشاجرت مع ضرتها «كادرو» أم الثعابين فتغلبت عليها المذكورة وصمم جارود على أن يحرر أمه «فنياتا» فأطفأ النار التي كانت تحيط بطعام كادرو وقتل حراس الأفعى ومحق جسدها.
والجارود باعتباره مبيد للثعابين يملك قوة خارقة لمقاومة تأثير السم.

## معرض صور

جارود كرمز وطني لإندونيسيا
جارود (خانجاردي) كرمز لأولان باتور، منغوليا
جارود كرمز وطني لتايلاند
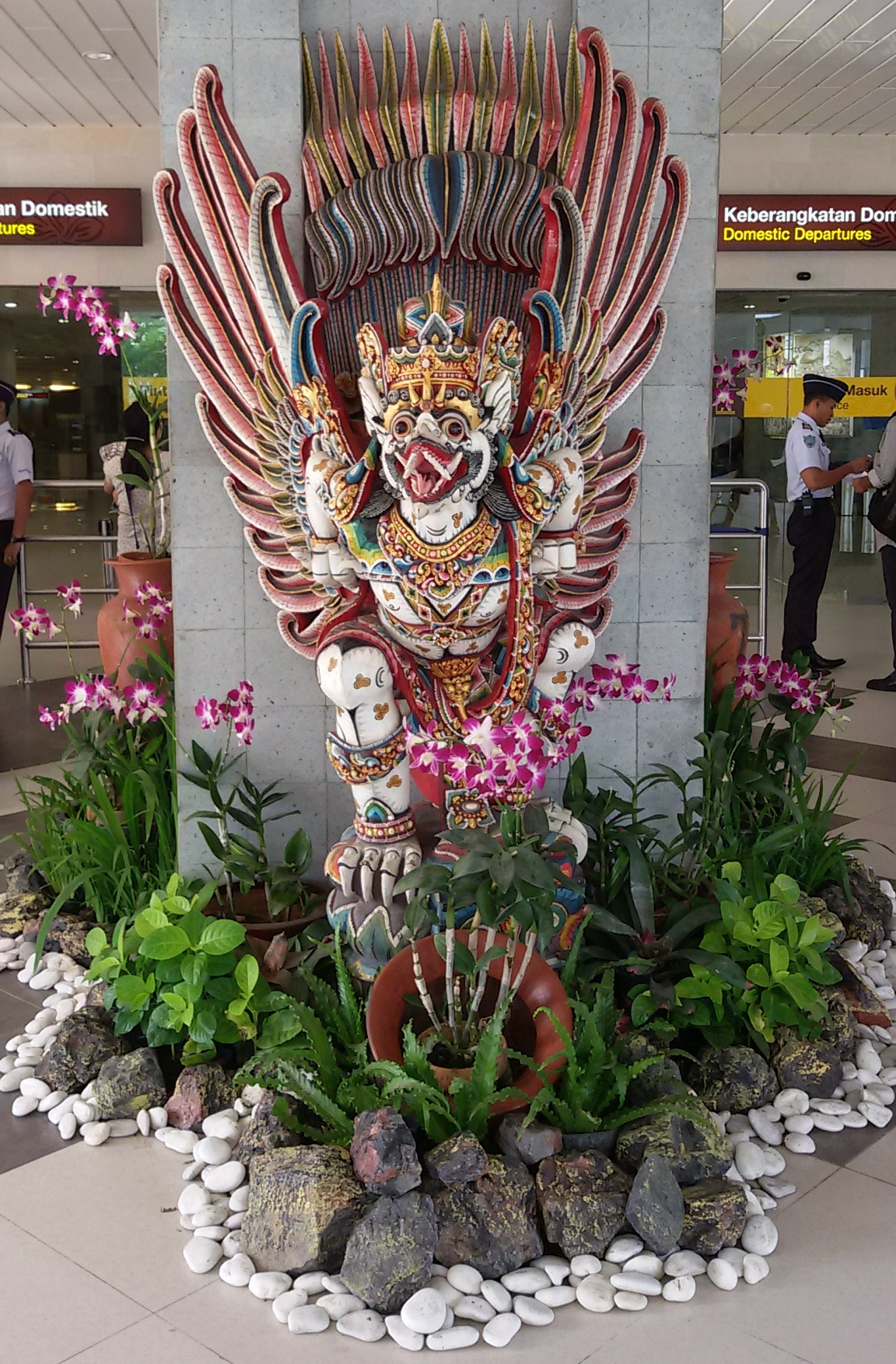
تمثال جارودي البالي في مطار نغوراه راي، بالي، إندونيسيا
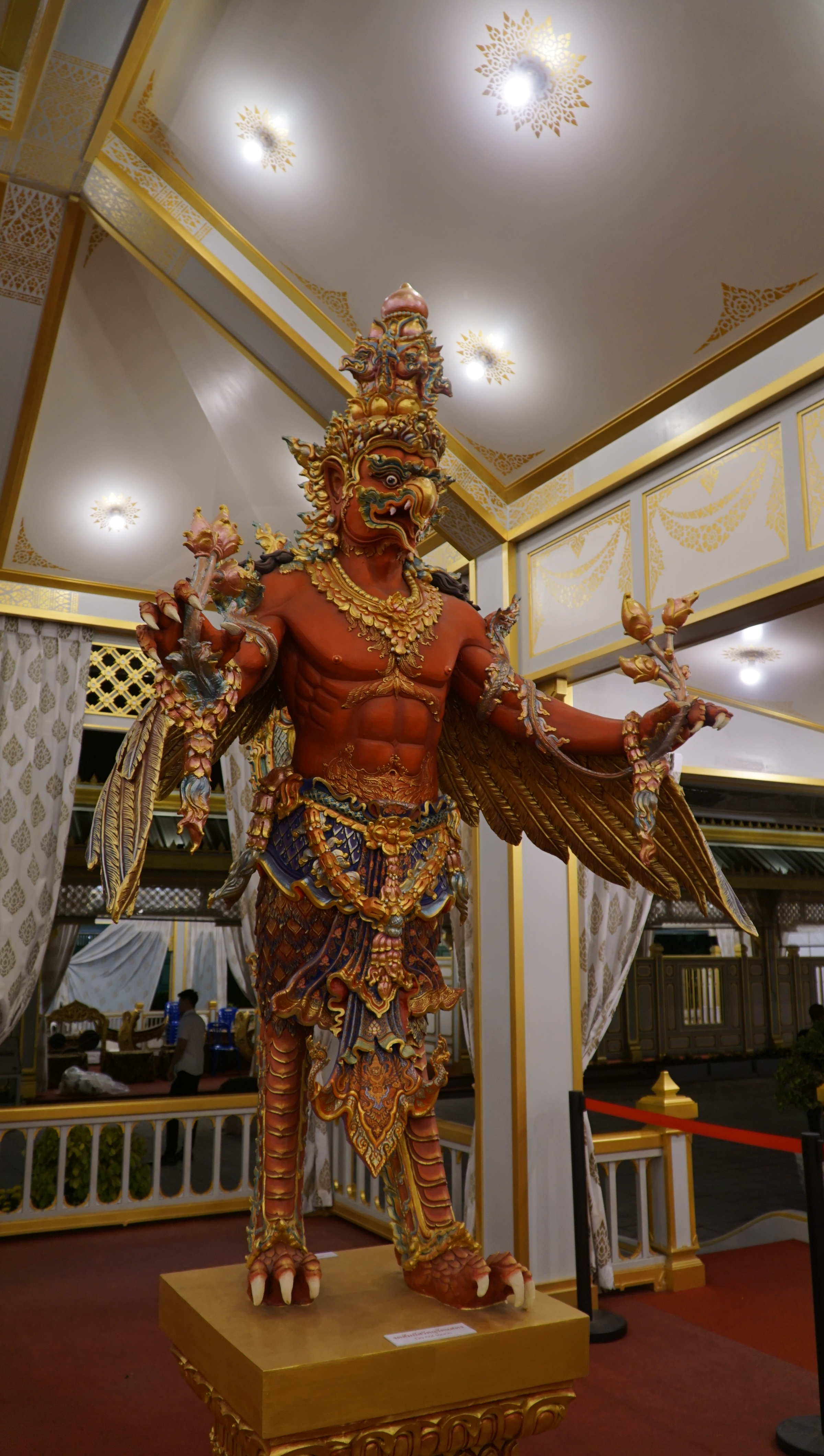
جارود في جنازة الملك بوميبول أدولياديج بتايلاند عام 2017
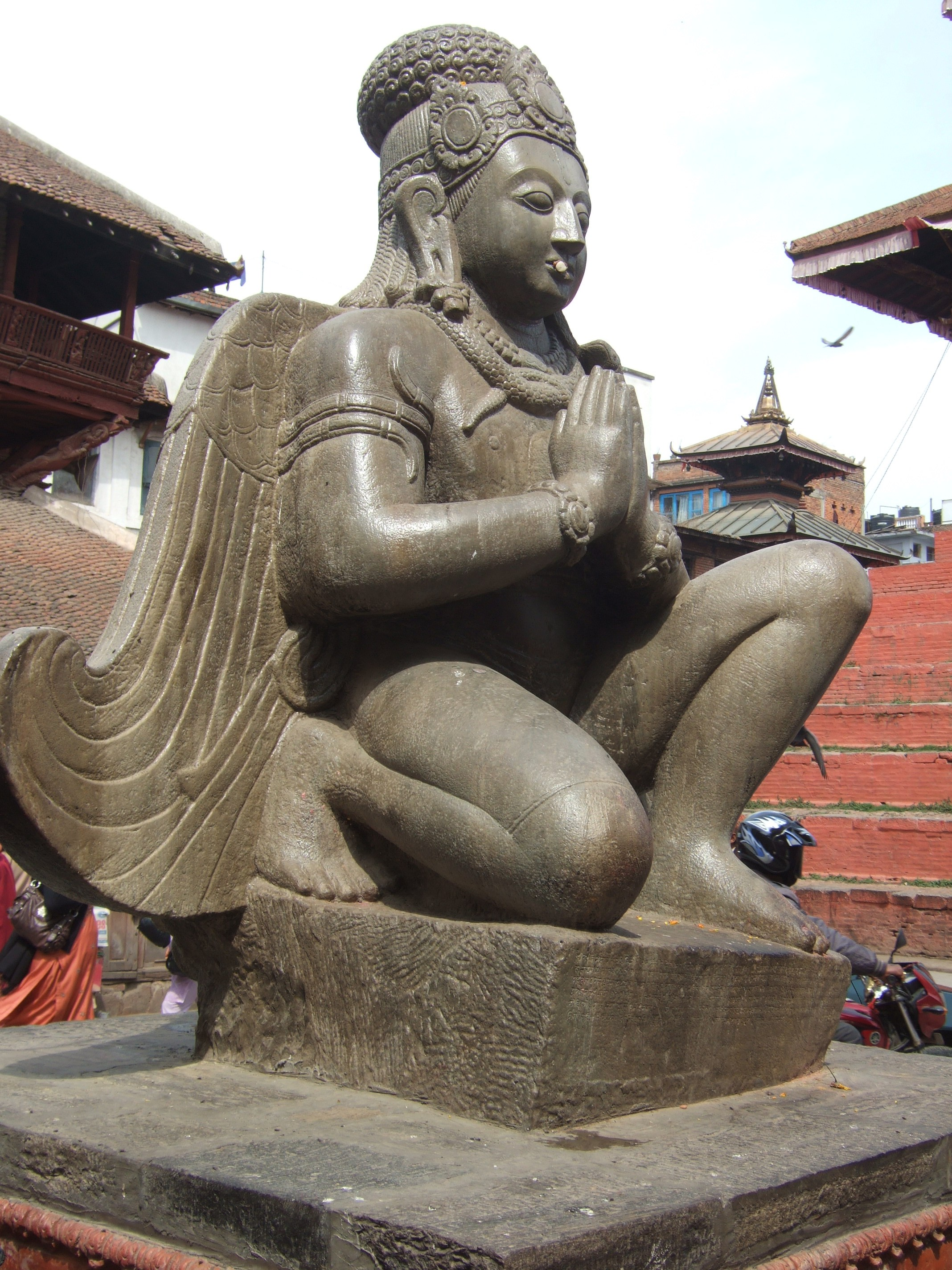
جارود في ساحة دوربار في كاتماندو ، نيبال.